# 쓰리 아미고
《쓰리 아미고》(영어: Three Amigos)는 미국에서 제작된 존 랜디스 감독의 1986년 서부극 코미디 영화이다. 스티브 마틴, 체비 체이스, 마틴 쇼트 등이 출연하였고, 조지 폴지 주니어 등이 제작에 참여하였다.

## 출연
- 스티브 마틴
- 체비 체이스
- 마틴 쇼트
- 알폰소 아라우
- 토니 플라나
- 퍼트리스 마티네즈
- 조 만테이니아
- 필 하트먼
- 존 러비츠
- 티노 인사나
- 로이다 라모스
- 필립 고든
- 카이 불프
- 프레드 어스패러거스
- 노르베르트 바이서
- 랜디 뉴먼
- 리베카 퍼라티
- 브라이언 톰프슨
- 브링크 스티븐스

## 기타 제작진
- 협력 제작: 레슬리 벨즈버그
- 배역: 재키 버치
- 미술: 리처드 톰 소여
- 세트: 리처드 C. 고더드
- 의상: 데버라 너둘먼